# 香港聖公会
香港聖公会（ホンコンせいこうかい, Hong Kong Sheng Kung Hui / Hong Kong Anglican Church）は、イングランド国教会の宣教で開始された香港の聖公会。 アングリカン・コミュニオンの一員。
1842年、南京条約で香港がイギリスに割譲されると、イングランド国教会の宣教区が設立された。太平天国の乱（1851年 - 1864年）の間に教勢を徐々に拡張し、以後東アジアの各地への聖公会の宣教の拠点になった。

## 教区

香港聖公会の教区

- 香港島教区 (Diocese of Hong Kong Island)
- 東九龍教区 (Diocese of Eastern Kowloon)
- 西九龍教区 (Diocese of Western Kowloon)

## 伝道地区
- 澳門伝道地区 (The Missionary Area of Macau)